# Élections sénatoriales de 1879 dans la Mayenne
Les élections sénatoriales en Mayenne ont lieu le 5 janvier 1879. Elles ont pour but d'élire les 2 sénateurs représentant le département au Sénat pour un mandat de neuf années.

## Mode de scrutin
Ces élections se déroule au scrutin indirect, majoritaire et plurinominal.
Il obéi à Loi du 24 février 1875 relative à l'organisation du Sénat, un des éléments des Lois constitutionnelles de 1875.
Ne peuvent voter que : 
- un délégué par commune, élu par chaque conseil municipal ;
- les conseillers généraux ;
- les conseillers d'arrondissements ;
- les députés du département.

## Sénateurs sortants
| Sénateur | Sénateur               | Parti | Fonctions lors de l'élection en 188 |
| -------- | ---------------------- | ----- | ----------------------------------- |
|          | Étienne Duboys Fresney |       |                                     |
|          | Paul Bernard-Dutreil   |       |                                     |

## Présentation des candidats
| Sénateur | Sénateur               | Parti              | Fonctions lors de l'élection en 1888                           |
| -------- | ---------------------- | ------------------ | -------------------------------------------------------------- |
|          | Gustave Denis          | Liste Républicaine | Propriétaire et directeur de la manufacture de Fontaine-Daniel |
|          | Étienne Duboys Fresney | Liste Républicaine | Maire de Laval                                                 |
|          | Paul Bernard-Dutreil   | Liste Royaliste    |                                                                |
|          | Gustave Hamon          | Liste Royaliste    |                                                                |

## Résultats
| Candidat et parti politique | Candidat et parti politique | Candidat et parti politique | Premier tour | Premier tour | Second tour | Second tour | Troisième tour | Troisième tour |
| Candidat et parti politique | Candidat et parti politique | Candidat et parti politique | Voix         | %            | Voix        | %           | Voix           | %              |
| --------------------------- | --------------------------- | --------------------------- | ------------ | ------------ | ----------- | ----------- | -------------- | -------------- |
|                             | Étienne Duboys Fresney      | Liste Républicaine          | 190          |              |             |             |                |                |
|                             | Gustave Denis               | Liste Républicaine          | 183          |              |             |             |                |                |
|                             | Paul Bernard-Dutreil        | Liste Royaliste             | 149          |              |             |             |                |                |
|                             | Gustave Hamon               | Liste Royaliste             | 136          |              |             |             |                |                |
|                             |                             |                             |              |              |             |             |                |                |
| Inscrits                    |                             |                             |              |              |             |             |                |                |
| Abstentions                 |                             |                             |              |              |             |             |                |                |
| Votants                     |                             |                             |              |              |             |             |                |                |
| Blancs et nuls              |                             |                             |              |              |             |             |                |                |
| Exprimés                    |                             |                             |              |              |             |             |                |                |

## Sources
- L’Avenir de la Mayenne, 6 janvier 1879